# Ascension Parish
Das Ascension Parish (französisch Paroisse de l'Ascension) ist ein Parish im US-amerikanischen Bundesstaat Louisiana. Im Jahr 2020 hatte das Parish 126.500 Einwohner und eine Bevölkerungsdichte von 167,6 Einwohnern pro Quadratkilometer. Der Verwaltungssitz (Parish Seat) ist Donaldsonville, benannt nach William Donaldson aus New Orleans.
Das Ascension Parish ist Bestandteil der Metropolregion um die Stadt Baton Rouge.

## Geografie
Das Parish liegt im mittleren Südosten von Louisiana und hat eine Fläche von 784 Quadratkilometern, wovon 29 Quadratkilometer Wasserfläche sind; größter Fluss ist der Mississippi. An das Ascension Parish grenzen folgende Nachbarparishes:
|                   | East Baton Rouge Parish | Livingston Parish           |
| Iberville Parish  |                         | St. John the Baptist Parish |
| Assumption Parish |                         | St. James Parish            |

## Geschichte
Das Ascension Parish wurde am 31. März 1807 als eines der 19 Original-Parishes gebildet.

## Bevölkerung

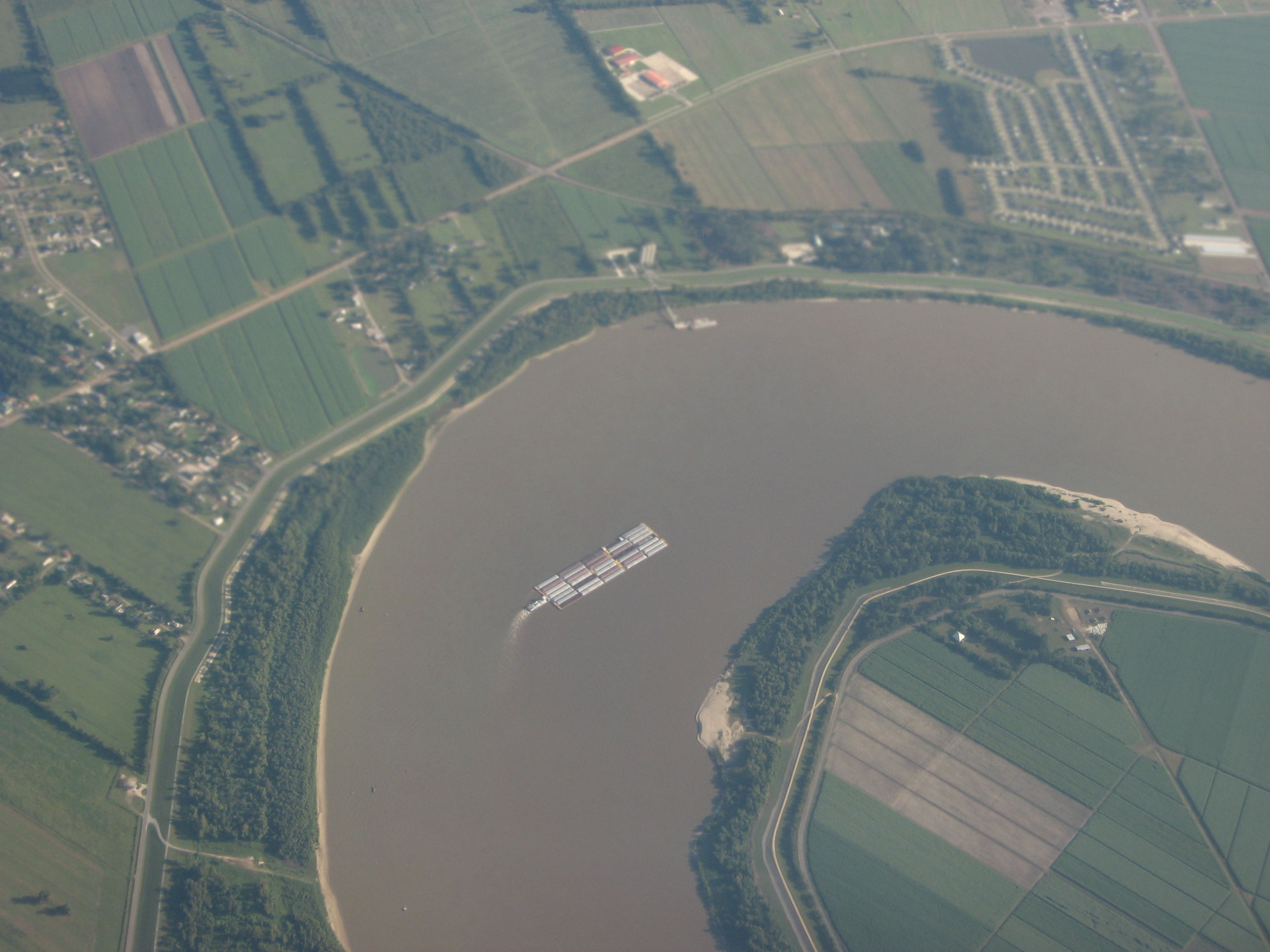
Der Mississippi im Ascension Parish

Nach der Volkszählung im Jahr 2010 lebten im Ascension Parish 107.215 Menschen in 35.640 Haushalten. Die Bevölkerungsdichte betrug 142 Einwohner pro Quadratkilometer. In den 35.640 Haushalten lebten statistisch je 2,85 Personen.
Ethnisch betrachtet setzte sich die Bevölkerung zusammen aus 73,3 Prozent Weißen, 22,2 Prozent Afroamerikanern, 0,3 Prozent amerikanischen Ureinwohnern, 0,9 Prozent Asiaten sowie aus anderen ethnischen Gruppen; 1,2 Prozent stammten von zwei oder mehr Ethnien ab. Unabhängig von der ethnischen Zugehörigkeit waren 4,7 Prozent der Bevölkerung spanischer oder lateinamerikanischer Abstammung.
28,7 Prozent der Bevölkerung waren unter 18 Jahre alt, 62,4 Prozent waren zwischen 18 und 64 und 8,9 Prozent waren 65 Jahre oder älter. 50,6 Prozent der Bevölkerung war weiblich.
Das jährliche Durchschnittseinkommen eines Haushalts lag bei 63.716 USD. Das Prokopfeinkommen betrug 26.888 USD. 11,7 Prozent der Einwohner lebten unterhalb der Armutsgrenze.

## Ortschaften im Ascension Parish
| Citys - Donaldsonville - Gonzales | Town - Sorrento |

Census-designated places (CDP)
- Lemannville1
- Prairieville

Andere Unincorporated Communities
| - Aben - Acy - Barmen - Barton - Brignac - Brittany - Bruly McCall - Bullion | - Burnside - Claybank - Cornerview - Darrow - Duckroost - Duplessis - Dutch Town - Galvez | - Geismar - Hillaryville - Hobart - Hohen Solms - Hope Villa - Lake - Little Prairie - McCall | - McElroy - Miles - Modeste - Mount Houmas - Noel - Oak Grove - Palo Alto - Philadelphia Point | - Saint Amant - Saint Elmo - Smoke Bend - Southwood - Weber City |

1 – teilweise im St. James Parish

## Gliederung

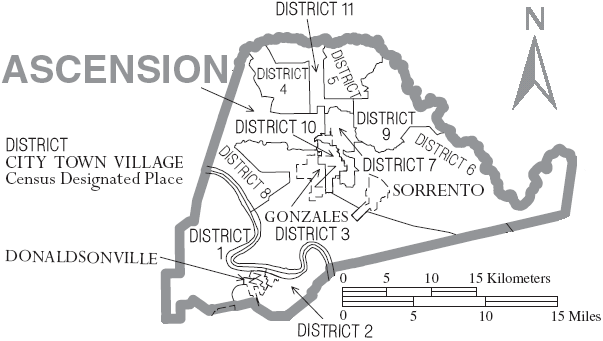
Gliederung des Ascension Parish

Das Ascension Parish ist in 11 durchnummerierte Distrikte eingeteilt:
| Distrikt | Einwohner (2010) | FIPS     |
| -------- | ---------------- | -------- |
| 1        | 7.593            | 22-94006 |
| 2        | 9.486            | 22-94206 |
| 3        | 8.612            | 22-94387 |
| 4        | 12.644           | 22-94572 |
| 5        | 10.398           | 22-94765 |
| 6        | 8.757            | 22-94938 |
| 7        | 9.663            | 22-95097 |
| 8        | 14.458           | 22-95244 |
| 9        | 7.691            | 22-95361 |
| 10       | 7.913            | 22-95466 |
| 11       | 10.000           | 22-95544 |